# Karl Augustus, Mare Duce Ereditar de Saxa-Weimar-Eisenach (1844–1894)
Karl August Wilhelm Nicolaus Alexander Michael Bernhard Heinrich Frederick Stefan, Mare Duce Ereditar de Saxa-Weimar-Eisenach (31 iulie 1844 – 20 noiembrie 1894) a fost prinț german și moștenitor (Erbgroßherzog) al Marelui Ducat de Saxa-Weimar-Eisenach.

## Biografie
Născut la Weimar, el a fost singurul fiu al lui Karl Alexander, Mare Duce de Saxa-Weimar-Eisenach și a Prințesei Sofia a Țărilor de Jos.
Pentru că mama sa era fiica regelui Willem al II-lea al Țărilor de Jos și unchii lui mai mari, cu excepția regelui Willem al III-lea, au murit fără copii, Karl August era următorul în linia de succesiune a tronului din Țările de Jos. A fost precedat numai de tânăra regină Wilhelmina. Karl August a învățat să scrie și să vorbească fluent olandeza datorită posibilității să devină rege dacă Wilhelmina ar fi murit fără copii.
Karl August a murit la Cap Martin, Franța, cu șase ani înaintea tatălui său; fiul său ce mare, Wilhelm Ernest, a succedat ca Mare Duce.

## Familie și copii
La 26 august 1873 la Friedrichshafen, Baden-Württemberg, Karl Augustus s-a căsătorit cu Prințesa Pauline de Saxa-Weimar-Eisenach.
 Ei erau verișori de gradul doi, ea fiind nepoata pe linie paternă a Prințului Bernhard, fratele mai mic al lui Karl Friedrich, Mare Duce de Saxa-Weimar-Eisenach - bunicul lui Karl Augustus.
Karl Augustus și Pauline au avut doi fii:
| Nume | Naștere                    | Deces                          | Note |
| --- | -------------------------- | ------------------------------ | --- |
| Wilhelm Ernst Karl Alexander Friedrich Heinrich Bernhard Albert Georg Hermann, Mare Duce de Saxa-Weimar-Eisenach | n. Weimar, 10 iunie 1876   | d. Heinrichau, 24 aprilie 1923 | căsătorit prima dată cu Prințesa Caroline Reuss de Greiz (fără copii) și a doua oară cu Prințesa Feodora de Saxa-Meiningen (au avut copii). |
| Prințul Bernhard Karl Alexander Hermann Heinrich Wilhelm Oscar Friedrich Franz Peter                             | n. Weimar, 18 aprilie 1878 | d. Weimar, 1 octombrie 1900    | a murit necăsătorit la vârsta de 22 de ani.                                                                                                 |

Karl Augustus a murit la 22 noiembrie 1894 de o inflamație a plămânilor, la vârsta de 50 de ani.